# George Clooney
George Timothy Clooney (ur. 6 maja 1961 w Lexington) – amerykański aktor, reżyser, scenarzysta i producent filmowy. Światową sławę zyskał w latach 90. dzięki roli doktora Douglasa „Douga” Rossa w kultowym serialu medycznym NBC Ostry dyżur. Zdobywca Złotego Globu dla najlepszego aktora w filmie komediowym lub musicalu za rolę Everetta w przygodowej komedii kryminalnej braci Coen Bracie, gdzie jesteś? (2000), a także laureat Oscara i Złotego Globu za rolę Boba Barnesa w dramacie Syriana (2005). W 2013 wraz z Benem Affleckiem i Grantem Heslovem ponownie zdobył Oscara za najlepszy film za produkcję dreszczowca Operacja Argo (2012). W 1997 i 2006 został okrzyknięty najseksowniejszym mężczyzną świata przez magazyn „People”.

## Życiorys

### Wczesne lata
Urodził się w Lexington w Kentucky w rodzinie rzymskokatolickiej. Jego matka, Nina Bruce (z domu Warren), była zwyciężczynią konkursu piękności i radną miasta. Jego ojciec, Nicholas Joseph „Nick” Clooney, był dziennikarzem telewizyjnym i kandydatem demokratów do Izby Reprezentantów z Kentucky w 2004, przez pięć lat prowadził talk-show AMC The Nick Clooney Show; tam właśnie Clooney debiutował w wieku 5 lat. Miał starszą siostrę Adelię „Adę”. Jego praprababka ze strony matki Mary Ann Sparrow była przyrodnią siostrą Nancy Hanks Lincoln, matki Abrahama Lincolna. Jego ciotka, Rosemary Clooney, była żona aktora i reżysera José Ferrera, była piosenkarką jazzową i aktorką. Ich syn, kuzyn i przyjaciel Clooneya, aktor Miguel Ferrer, zaprosił George’a w 1982 do zagrania niewielkiej roli filmowej i przekonał do podjęcia pracy aktora i osiedlenia się w Kalifornii.
Uczęszczał do Augusta High School w Augusta i St. Michael’s School. Chciał zostać zawodowym baseballistą i w wieku 16 lat próbował w Cincinnati Reds. Następnie studiował na Northern Kentucky University i University of Cincinnati. Uczył się aktorstwa w The Beverly Hills Playhouse. Podjął pracę jako dziennikarz i sprzedawca obuwia damskiego.

### Kariera

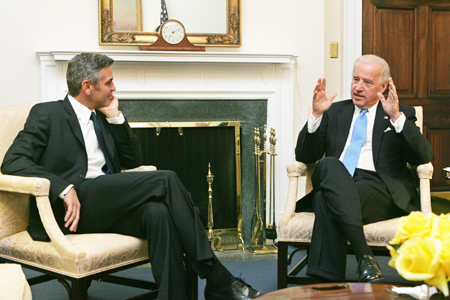
Clooney i Joe Biden (2009)

W 1982 przeniósł się do Los Angeles i przez kilka lat sypiał w łazience u kolegi. Debiutował niewielką rolą Rona w dreszczowcu węgierskiego reżysera André Szőtsa Grizzly 2: Revenge (1983) u boku Johna Rhysa-Daviesa, Louise Fletcher, Charlie Sheena i Laury Dern. Grywał też gościnne role w produkcjach telewizyjnych, takich jak serial detektywistyczny NBC Riptide (1984) czy sitcom CBS E/R (1984–85), a także Uliczny jastrząb (1985), The Facts of Life (1985–87), Napisała: Morderstwo (1987), Złotka (1987) i Roseanne (1988–91). Przełomem w jego karierze okazała się rola Douglasa „Douga” Rossa w kultowym serialu medycznym NBC Ostry dyżur (1994–1999, 2000, 2009), który zapewnił mu popularność i dwie nominacje do nagrody Emmy i wiele intratnych propozycji filmowych.
Pierwszą znaczącą rolę Setha Gecko zagrał w filmie Roberta Rodrigueza, do którego scenariusz napisał Quentin Tarantino Od zmierzchu do świtu (From Dusk Till Dawn, 1996). Po występie w komedii romantycznej Szczęśliwy dzień (One Fine Day, 1996) z Michelle Pfeiffer, przyjął rolę Batmana w filmie Joela Schumachera Batman i Robin (Batman & Robin, 1997). Później był Peacemaker (The Peacemaker, 1997) z Nicole Kidman, Cienka czerwona linia (The Thin Red Line, 1998) i Gniew oceanu (The Perfect Storm, 2000).
Zagrał w filmach Stevena Soderbergha: Solaris (2002), Ocean’s Twelve: Dogrywka (Ocean’s Twelve, 2004) i Dobry Niemiec (The Good German, 2006). Rola Everetta w przygodowej komedii kryminalnej braci Coen Bracie, gdzie jesteś? (2000) przyniosła mu statuetkę Złotego Globa. Następnie wystąpił w przewrotnej komedii romantycznej Okrucieństwo nie do przyjęcia (Intolerable Cruelty, 2003) z Catherine Zetą-Jones, a także w komedii kryminalnej braci Coen Tajne przez poufne (Burn After Reading, 2008).
W 2002 zadebiutował z powodzeniem jako reżyser dramatu Niebezpieczny umysł (Confessions of a Dangerous Mind), który był nominowany do Złotego Niedźwiedzia na festiwalu w Berlinie. Z kolei kolejny film Clooneya – stylowy, czarno-biały Good Night and Good Luck (Good Night, and Good Luck, 2005) zdobył nominacje do Oscara w 2006 w sześciu kategoriach: Najlepszy Film, Najlepsza Reżyseria – George Clooney, Najlepszy Aktor – David Strathairn, Najlepszy Scenariusz Oryginalny, Najlepsze Zdjęcia i Najlepsza Scenografia.
Wraz z Rande Gerberem i Michaelem Meldmanem założył firmę produkującą tequilę Casamigos. Clooney i Gerber kupili sąsiadujące ze sobą posiadłości w Meksyku i w trakcie jednego z wyjazdów zaproponował produkcję tequili na własne potrzeby. Obaj przez dwa lata sprawdzali blisko 700 próbek od lokalnych gorzelników, z czasem jej produkcja stała się tak duża, że konieczne stało się uzyskanie licencji i pozwoleń urzędowych. W 2013 r. założono oficjalnie firmę i rozpoczęto dystrybucję w USA. Casamigos została jedną z najszybciej rozwijających się marek tequili na świecie, w latach 2014–2015 jej produkcja się podwoiła, a sprzedaż była prowadzona w 20 krajach. W 2017 r. firma została sprzedana za 1 mld dolarów.

## Życie prywatne

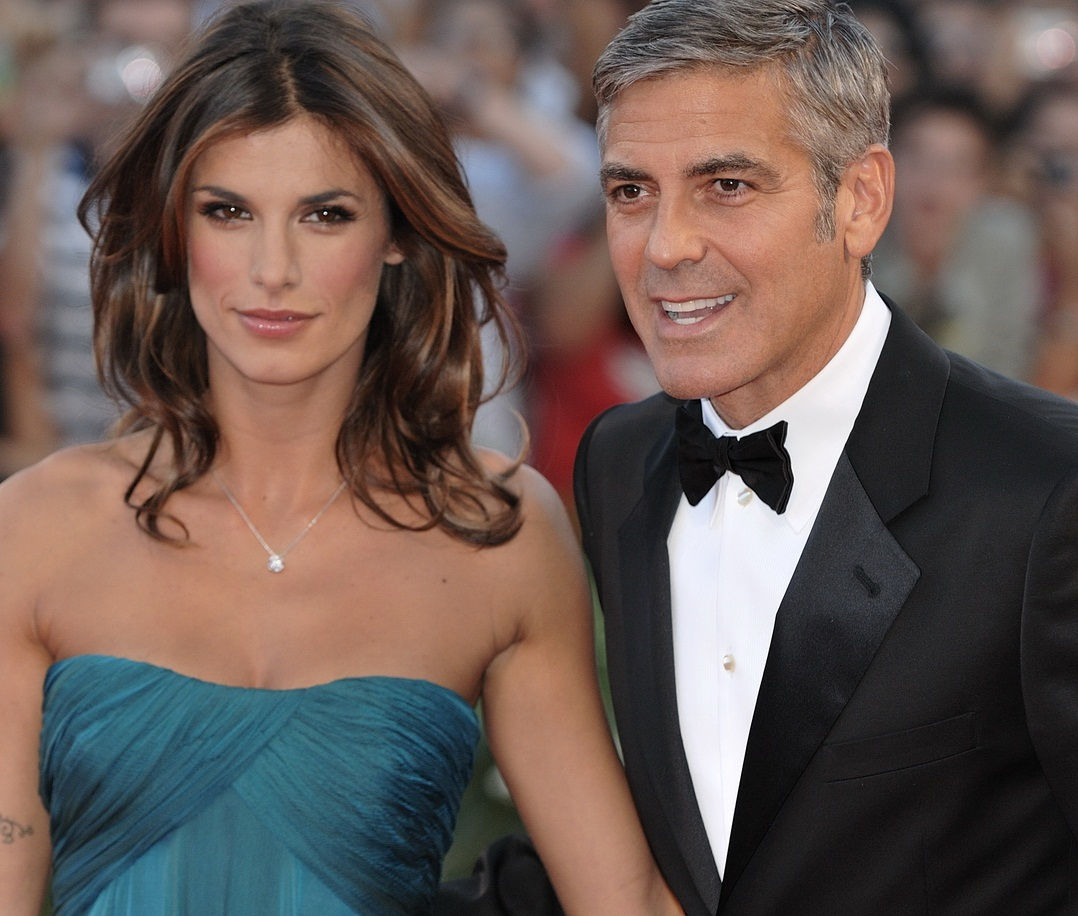
Clooney i Elisabetta Canalis (2009)

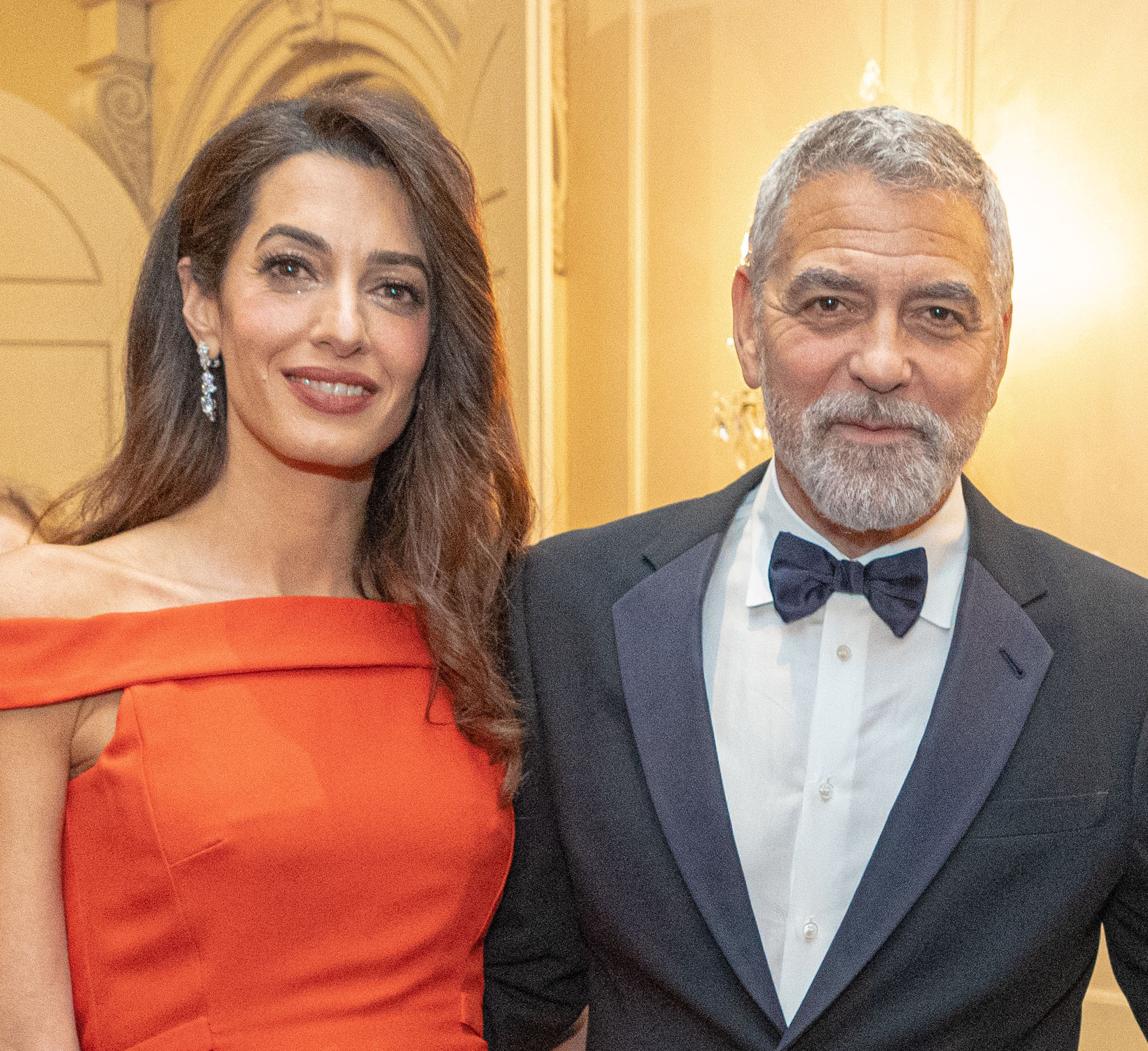
Amal i George Clooney (2022)

W latach 1987–1989 spotykał się z aktorką Kelly Preston. 15 grudnia 1989 ożenił się z aktorką Talią Balsam, byli małżeństwem przez cztery lata do 17 września 1993. Był również w związku z aktorką Ginger Lynn Allen, Céline Balitran (1996–1999), modelką Lisą Snowdon (2000−2005), Renée Zellweger (2001), Kristą Allen (2002–2008).
W czerwcu 2007 zaczął spotykać się z Sarah Larson, a ich romans zakończył się w maju 2008. Następnie w lipcu 2009 rozpoczął związek z aktorką Elisabettą Canalis, który rozpadł się w czerwcu 2011 roku. W lipcu 2011 Clooney zaczął spotykać się ze Stacy Keibler. Związek ten zakończył się w lipcu 2013.
28 kwietnia 2014 Clooney oświadczył się prawniczce, Amal Alamuddin. Amal i George oficjalnie stali się małżeństwem 27 września 2014 roku. W czerwcu 2017 zostali rodzicami bliźniąt, Alexandra i Elli.
Od 2002 Clooney ma posiadłość w Laglio nad jeziorem Como, we Włoszech.
Jest agnostykiem.

## Filmografia

### Filmy fabularne
| Rok  | Tytuł                                                               | Rola                     |
| ---- | ------------------------------------------------------------------- | ------------------------ |
| 1986 | Akademia Wojskowa (Combat High)                                     | Major Biff Woods         |
| 1987 | Bennett Brothers                                                    | Tom Bennett              |
| 1987 | Powrót do upiornej szkoły (Return to Horror High)                   | Oliver                   |
| 1987 | Predator: The Concert                                               |                          |
| 1988 | Powrót zabójczych pomidorów (Return of the Killer Tomatoes!)        | Matt Stevens             |
| 1990 | Czerwona fala (Red Surf)                                            | Remar                    |
| 1990 | Knights of the Kitchen Table                                        | Rick Stepjack            |
| 1990 | Sunset Beat                                                         | Chris Chesbro            |
| 1991 | Rewrite for Murder                                                  |                          |
| 1992 | Magiczna bańka (Unbecoming Age)                                     | Mac                      |
| 1993 | Krwawe żniwo (The Harvest)                                          | Lip Syncing Transvestite |
| 1993 | Masakra w centrum handlowym (Without Warning: Terror in the Towers) | Kevin Shea               |
| 1996 | Od zmierzchu do świtu (From Dusk Till Dawn)                         | Seth Gecko               |
| 1996 | Szczęśliwy dzień (One Fine Day)                                     | Jack Taylor              |
| 1997 | Batman i Robin (Batman & Robin)                                     | Batman / Bruce Wayne     |
| 1997 | Peacemaker (The Peacemaker)                                         | Thomas Devoe             |
| 1998 | Cienka czerwona linia (The Thin Red Line)                           | Kapitan Charles Bosche   |
| 1998 | Co z oczu, to z serca (Out of Sight)                                | Jack Foley               |
| 1999 | Miasteczko South Park (South Park: Bigger, Longer & Uncut)          | Dr Gouache (głos)        |
| 1999 | Złoto pustyni (Three Kings)                                         | Archie Gates             |
| 2000 | Bracie, gdzie jesteś? (O Brother, Where Art Thou?)                  | Everett Ulysses McGill   |
| 2000 | Gniew oceanu (The Perfect Storm)                                    | Kapitan Billy Tyne       |
| 2000 | Ocalić Nowy Jork (Fail Safe)                                        | Pułkownik Jack Grady     |
| 2001 | Mali agenci (Spy Kids)                                              | Devlin                   |
| 2001 | Ocean’s Eleven: Ryzykowna gra (Ocean’s Eleven)                      | Danny Ocean              |
| 2002 | Niebezpieczny umysł (Confessions of a Dangerous Mind)               | Jym Bird, agent CIA      |
| 2002 | Solaris                                                             | Chris Kelvin             |
| 2002 | Witajcie w Collinwood (Welcome to Collinwood)                       | Jerzy                    |
| 2003 | Mali agenci 3D: Trójwymiarowy odjazd (Spy Kids 3-D: Game Over)      | Devlin                   |
| 2003 | Okrucieństwo nie do przyjęcia (Intolerable Cruelty)                 | Miles Massey             |
| 2004 | Ocean’s Twelve: Dogrywka (Ocean’s Twelve)                           | Danny Ocean              |
| 2005 | Good Night and Good Luck (Good Night, and Good Luck.)               | Fred Friendly            |
| 2005 | Syriana                                                             | Bob Barnes               |
| 2006 | Dobry Niemiec (The Good German)                                     | Jake Geismar             |
| 2007 | Michael Clayton                                                     | Michael Clayton          |
| 2007 | Ocean’s Thirteen                                                    | Danny Ocean              |
| 2008 | Tajne przez poufne (Burn After Reading)                             | Harry Pfarrer            |
| 2008 | George W. Bush Battles Jesus Christ                                 | Bob Barnes               |
| 2008 | Miłosne gierki (Leatherheads)                                       | Jimmy ‘Dodge’ Connelly   |
| 2009 | Człowiek, który gapił się na kozy (The Men Who Stare at Goats)      | Lyn Cassady              |
| 2009 | Fantastyczny pan Lis (Fantastic Mr. Fox)                            | Pan Lis (głos)           |
| 2009 | W chmurach (Up in the Air)                                          | Ryan Bingham             |
| 2010 | Amerykanin (The American)                                           | Jack / Edward            |
| 2011 | Idy marcowe (The Ides of March)                                     | Gubernator Mike Morris   |
| 2011 | Spadkobiercy (The Descendants)                                      | Matt King                |
| 2012 | 8                                                                   | David Boies              |
| 2013 | Grawitacja (Gravity)                                                | Matt Kowalsky            |
| 2014 | Obrońcy skarbów (The Monuments Men)                                 | George Stout             |
| 2015 | Kraina jutra (Tomorrowland)                                         | Frank Walker             |
| 2016 | Ave, Cezar!                                                         | Baird Whitlock           |
| 2016 | Zakładnik z Wall Street (Money Monster)                             | Lee Gates                |
| 2020 | Niebo o północy (The Midnight Sky)                                  | Augustine Lofthouse      |
| 2022 | Bilet do raju (Ticket to Paradise)                                  | David Cotton             |

### Seriale telewizyjne
| Rok                   | Tytuł                                    | Rola                    |
| --------------------- | ---------------------------------------- | ----------------------- |
| 1978                  | Centennial                               | Epizod                  |
| 1984–1985             | E/R                                      | Mark „As” Kolmar        |
| 1984                  | Riptide                                  | Lenny Colwell           |
| 1985–1987             | The Facts of Life                        | George Burnett          |
| 1985                  | Uliczny jastrząb (Street Hawk)           | Kevin Stark             |
| 1985                  | Crazy Like a Fox                         |                         |
| 1986                  | Throb                                    | Rollo Moldonado         |
| 1986                  | Hotel                                    | Nick Miller             |
| 1987                  | Detektyw Hunter (Hunter)                 | Matthew Winfield        |
| 1987                  | Napisała: Morderstwo (Murder, She Wrote) | Kip Howard              |
| 1987                  | Złotka (The Golden Girls)                | Bobby Hopkins           |
| 1988–1991             | Roseanne                                 | Booker Brooks           |
| 1990                  | Sunset Beat                              | Chic Chesbro            |
| 1991                  | Baby Talk                                | Joe                     |
| 1992–1993             | Bodies of Evidence                       | Detektyw Ryan Walker    |
| 1992                  | Jack’s Place                             | Rick Logan              |
| 1993−1994             | Sisters                                  | Detektyw James Falconer |
| 1993                  | The Building                             | Narzeczony Bonnie       |
| 1994–1999, 2000, 2009 | Ostry dyżur (ER)                         | dr Doug Ross            |
| 1995                  | Przyjaciele (Friends)                    | Dr Michael Mitchell     |
| 1997                  | Miasteczko South Park (South Park)       | Sparky (głos)           |
| 1998                  | Murphy Brown                             | Lekarz #2               |
| 2019                  | Paragraf 22                              | Pułkownik Scheissnkopf  |

### Producent
| Rok  | Tytuł                                                          |
| ---- | -------------------------------------------------------------- |
| 1999 | Killroy                                                        |
| 2002 | Witajcie w Collinwood (Welcome to Collinwood)                  |
| 2004 | Criminal – Wielki przekręt (Criminal)                          |
| 2005 | Obłęd (The Jacket)                                             |
| 2008 | Miłosne gierki (Leatherheads)                                  |
| 2009 | Człowiek, który gapił się na kozy (The Men Who Stare at Goats) |
| 2011 | Idy marcowe (The Ides of March)                                |
| 2012 | Operacja Argo (Argo)                                           |
| 2013 | August: Orange Country                                         |
| 2013 | Obrońcy skarbów                                                |
| 2015 | Kryzys to nasz pomysł                                          |
| 2016 | Coronado High                                                  |
| 2016 | Zakładnik z Wall Street                                        |
| 2017 | Suburbicon                                                     |
| 2017 | White Jazz                                                     |
| 2018 | Ocean’s 8                                                      |
| 2020 | Niebo o północy (The Midnight Sky)                             |
| 2021 | Bar dobrych ludzi (The Tender Bar)                             |
| 2023 | The Boys in the Boat                                           |

### Reżyser
| Rok  | Tytuł                                                 |
| ---- | ----------------------------------------------------- |
| 2002 | Niebezpieczny umysł (Confessions of a Dangerous Mind) |
| 2005 | Unscripted                                            |
| 2005 | Good Night and Good Luck (Good Night, and Good Luck.) |
| 2008 | Miłosne gierki (Leatherheads)                         |
| 2011 | Idy marcowe (The Ides of March)                       |
| 2013 | Obrońcy skarbów (The Monuments Men)                   |
| 2017 | Suburbicon                                            |
| 2019 | Paragraf 22 (Catch-22)                                |
| 2020 | Niebo o północy (The Midnight Sky)                    |
| 2021 | Bar dobrych ludzi (The Tender Bar)                    |
| 2023 | The Boys in the Boat                                  |

### Scenarzysta
| Rok  | Tytuł                                                 |
| ---- | ----------------------------------------------------- |
| 1999 | Killroy                                               |
| 2005 | Good Night and Good Luck (Good Night, and Good Luck.) |
| 2008 | Miłosne gierki (Leatherheads)                         |
| 2011 | Idy marcowe (The Ides of March)                       |
| 2013 | Obrońcy skarbów (The Monuments Men)                   |
| 2017 | Suburbicon                                            |

## Nagrody
- Nagroda Akademii Filmowej: 
  - Najlepszy aktor drugoplanowy:  2006 Syriana
  - Za najlepszy film: 2013 Operacja Argo[20]
- Złoty Glob
  - Najlepszy aktor drugoplanowy: 2006 Syriana
  - Najlepszy aktor w filmie komediowym lub musicalu: 2001 Bracie, gdzie jesteś?
  - Najlepszy aktor w dramacie: 2012 Spadkobiercy
- Nagroda Gildii Aktorów Ekranowych
  - Najlepsza obsada serialu dramatycznego: 1999 Ostry dyżur
  - 1998 Ostry dyżur
  - 1997 Ostry dyżur
  - 1996 Ostry dyżur